# Junior Lokosa
Junior Sewanu Lokosa (Badagry, 23 agosto 1993) è un calciatore nigeriano, attaccante dell'Enyimba.

## Caratteristiche tecniche
È un centravanti.

## Carriera

### Club
Ha giocato 4 partite nella CAF Champions League 2018-2019, competizione vinta dalla sua squadra, l'Espérance.

### Nazionale
Ha esordito con la nazionale nigeriana il 28 maggio 2018 in occasione dell'amichevole pareggiata 1-1 contro la Repubblica Democratica del Congo.
È stato inserito nella lista dei 30 preconvocati per il campionato mondiale di calcio 2018.

## Statistiche

### Cronologia presenze e reti in nazionale
| Cronologia completa delle presenze e delle reti in nazionale ― Nigeria | Cronologia completa delle presenze e delle reti in nazionale ― Nigeria | Cronologia completa delle presenze e delle reti in nazionale ― Nigeria | Cronologia completa delle presenze e delle reti in nazionale ― Nigeria | Cronologia completa delle presenze e delle reti in nazionale ― Nigeria | Cronologia completa delle presenze e delle reti in nazionale ― Nigeria | Cronologia completa delle presenze e delle reti in nazionale ― Nigeria | Cronologia completa delle presenze e delle reti in nazionale ― Nigeria |
| Data                                                                   | Città                                                                  | In casa                                                                | Risultato                                                              | Ospiti                                                                 | Competizione                                                           | Reti                                                                   | Note                                                                   |
| ---------------------------------------------------------------------- | ---------------------------------------------------------------------- | ---------------------------------------------------------------------- | ---------------------------------------------------------------------- | ---------------------------------------------------------------------- | ---------------------------------------------------------------------- | ---------------------------------------------------------------------- | ---------------------------------------------------------------------- |
| 28-5-2018                                                              | Port Harcourt                                                          | Nigeria                                                                | 1 – 1                                                                  | RD del Congo                                                           | Amichevole                                                             | -                                                                      | 73’                                                                    |
| Totale                                                                 |                                                                        | Presenze                                                               | 1                                                                      |                                                                        | Reti                                                                   | 0                                                                      |                                                                        |

## Palmarès

### Club

#### Competizioni internazionali
- CAF Champions League: 1

Espérance: 2018-2019

#### Competizioni nazionali
- Campionato tunisino: 1

Espérance: 2019-2020

### Individuale
- Capocannoniere del campionato nigeriano: 1

2018 (19 reti)